# Osnago
Osnago est une commune italienne de la province de Lecco, dans la région de Lombardie.

## Administration
| Période                                  | Période | Identité | Étiquette | Qualité |
| ---------------------------------------- | ------- | -------- | --------- | ------- |
|                                          |         |          |           |         |
| Les données manquantes sont à compléter. |         |          |           |         |

## Film tourné à Osnago
- Des scènes du film de Paolo Virzì, Les Opportunistes y furent tournées en février 2013.

### Communes limitrophes
Carnate, Cernusco Lombardone, Lomagna, Merate, Missaglia, Montevecchia, Ronco Briantino.